# Josef Pfeifer
Josef Pfeifer (9. února 1798 Mšeno – 21. ledna 1862) byl český římskokatolický duchovní, generální vikář a oficiál litoměřické diecéze, děkan katedrální kapituly u sv. Štěpána v Litoměřicích od roku 1860.
Šlo o pozdějšího čestného občana ve Mšeně a člena Matice České.

## Život
Na kněze byl vysvěcen v roce 1821. V duchovní správě působil v Kosmonosích. Jeho působení v duchovní správě bylo prodchnuto silným českým vlasteneckým duchem. Již po svém vysvěcení přilnul k rodnému jazyku a vzdělával se v něm sám, protože v té době neexistovaly české vzdělávací ústavy. Podporoval úsilí českých vlastenců k nimž kázal v rodném jazyce.
Byl jmenován biskupským cenzorem knih, zvláště českých. V roce 1842 byl instalován za kanovníka litoměřické kapituly.
Když v roce 1860 byl na hřbitově v Litoměřicích postaven nový pomník Karlu Hynku Máchovi, měl na tomto hrobě české vlastenecké kázání a pomodlil se za Máchovu duši modlitbu Otče náš v češtině. Tato aktivita mu přinesla ze strany rakouských orgánů mnoho nepříjemností.
Dne 3. srpna 1860 byl jmenován generálním vikářem a oficiálem litoměřického biskupství a v říjnu 1860 byl ustanoven děkanem katedrální kapituly. Zastával úřad prokurátora provinciální synody. Byl předsedou bratrstva Neposkvrněného početí k podpoře katolíků v Orientě. Pověřen byl též funkcí ředitele biskupského teologického studia, inspektorem pro výchovu hluchoněmých v Litoměřicích a inspektorem národních škol v litoměřické diecézi.
Až do smrti otcovsky pečoval o české duchovenstvo, což mu vyneslo velkou úctu a vážnost.